# Vic le Viking (film)
Cet article concerne le film. Pour la série télévisée, voir Vic le Viking.
Série
Vic le Viking 2 : Le Marteau de Thor
(2011)
Pour plus de détails, voir Fiche technique et Distribution.
Vic le Viking (Wickie und die starken Männer) est un film allemand réalisé par Michael Herbig, sorti en 2009
Tiré du dessin animé du même nom, le film est produit par Christian Becker de Rat Pack Filmproduktion.

## Synopsis
Wickie (Vic), le fils du chef de tribu des vikings de Halvar de Flake, est très intelligent par nature, mais timide. Un jour, des vikings hostiles attaquent le village et enlèvent tous les enfants sauf Wickie, qui monte alors clandestinement à bord du navire de son père Halvars et l'accompagne à la poursuite des ravisseurs.
Wickie découvre alors le vieil ennemi du village, « Sven le terrible », qui se trouve derrière l'attaque. Sven a besoin d'un enfant qui n'a encore jamais menti, pour pouvoir trouver un trésor caché et ensorcelé sur une île éloignée où se trouve une tour avec la corne de Töle. L'équipage trouve un bateau à la dérive, avec à son bord un coffre et dans celui-ci, ils trouvent la belle Chinoise Lee Fu. Wickie se trouve aussi aux prises avec « Sven le terrible » ; cependant il peut s'enfuir de nouveau à l'aide d'un poisson-scie et de deux phoques. Il informe alors son père de l'intention de Sven et développe un plan afin de libérer les autres enfants autour d'Ylvi. Fu leur indique le chemin de l'île au trésor de Sven. Une fois arrivés, les vikings s'attaquent aux hommes de Sven, pendant que Wickie libère les enfants à l'aide de moyens mécaniques de son invention. Puis ils prennent la fuite.

## Fiche technique
- Titre original : Wickie und die starken Männer
- Titre français : Vic le Viking
- Titre anglais ou international : Vicky the Viking
- Réalisation : Michael Herbig
- Scénario : Michael Herbig et Alfons Biedermann, d'après le livre pour enfants de Runer Jonsson
- Musique : Ralf Wengenmayr
- Direction artistique : Christine Caspari et Uwe Stanik
- Décors : Matthias Müsse
- Costumes : Anke Winckler
- Photographie : Gerhard Schirlo
- Son : Heiko Müller, Benjamin A. Rosenkind, Chris Rebay
- Montage : Alexander Dittner
- Production : Christian Becker

Production exécutive : Patty Barth et Bernhard Thür
Production déléguée : Martin Moszkowicz
Production associée : Anita Schneider
Coproduction : Michael Herbig
- Sociétés de production[1] : Rat Pack Filmproduktion, en association avec Constantin Film et herbX Film
- Sociétés de distribution :
  - Allemagne : Constantin Film
  - France : Metropolitan Filmexport
  - Belgique : Kinepolis Film Distribution
- Budget : 8 millions de $[2]
- Pays d'origine :  Allemagne
- Langues originales : allemand, cantonais
- Format[3] : couleur - D-Cinema - 2,35:1 (Cinémascope)
- Genre : action, aventures, comédie
- Durée : 85 minutes
- Dates de sortie[4] :
  - Allemagne : 9 septembre 2009
  - Belgique : 31 mars 2010
  - France : 21 juillet 2010
- Classification[5] :
  -  Allemagne : Tous publics (FSK 0).
  -  France : Tous publics (visa d'exploitation no 126733 délivré le 2 juillet 2010)[6] (Conseillé à partir de 8 ans)[7].

## Distribution
- Jonas Hämmerle (VF : Léonard Namey) : Wickie
- Waldemar Kobus (en) (VF : Patrick Messe) : Halvar - père de Wickie
- Nic Romm (VF : Guillaume Lebon) : Tjure
- Christian Alexander Koch (de) : Snorre
- Olaf Krätke (VF : Patrick Préjean) : Urobe
- Mike Maas : Gorm
- Patrick Reichel : Ulme
- Jörg Moukaddam : Fax'
- Mercedes Jadea Diaz (VF : Lou Marais) : Ylvi
- Sanne Schrapp : Ylva, mère de Wickie
- Ankie Beilke : Lee Fu
- Günther Kaufmann (VF : Frédéric Norbert) : Sven le terrible
- Christoph Maria Herbst : Pokka
- Helmfried von Lüttichau : pirate tricoteur
- Maik Lohse : pirate 1
- Roberto Martinez : pirate 2
- Constanze Lidner : femme de Gorm
- Gisa Flake : femme de Tjure
- Franka Much : femme de Snorre
- Niklas Bronner : Gilby
- Bruno Schubert : Jürgen
- Sammy Scheuritzel : Würgen
- Sven Hönig : Viking éveillé
- Sven Lucas Teichmann : Halvar jeune
- Michael Bully Herbig (VF : Pierre-François Pistorio) : Ramon Martinez Congaz
- Jürgen Vogel : pirate bégayant
- Herbert Feuerstein : Tulpe
- Billie Zöckler : Nelke
- Hannah Herzsprung : blanchisseuse 1
- Nora Tschirner : blanchisseuse 2
- Shandra Schadt : Voix
- Peter Uhlig : Faxe (voix)

Sources et légende : Version française selon le carton de doublage à la fin du générique.

## Distinctions
Entre 2009 et 2010, Vic le Viking a été sélectionné 13 fois dans diverses catégories et a remporté 7 récompenses.

### Récompenses
- Prix allemand de la comédie (German Comedy Awards / Deutscher Comedypreis) 2009 :
  - Prix de la comédie allemande du Meilleur long métrage de comédie.
- Prix Bambi 2009 : Bambi du Meilleur film nationale décerné à Michael Herbig, Mercedes Jadea Diaz et Jonas Hämmerle.
- Festival allemand du film et de la télévision pour enfants (German Children's-Film & TV-Festival) 2010 :
  - Prix de la Chancellerie d'État de Thuringe du Meilleur réalisateur décerné à Michael Herbig,
  - Jury d'enfants Golden Sparrow du Meilleur long métrage décerné à Michael Herbig et Alfons Biedermann.
- Festival du film de Munich 2010 : Éléphant blanc du Meilleur acteur enfant décerné à Jonas Hämmerle.
- Prix du cinéma bavarois 2010 :
  - Prix du public décerné à Michael Herbig,
  - Prix du cinéma bavarois du Meilleur film jeunesse décerné à Michael Herbig.

### Nominations
- Association allemande des critiques de cinéma 2010 :
  - Meilleure musique de film pour Ralf Wengenmayr.
- Prix du cinéma allemand 2010 :
  - Meilleurs décors pour Matthias Müsse,
  - Meilleur maquillage pour Georg Korpas,
  - Meilleure musique de film pour Ralf Wengenmayr,
  - Meilleur son pour Michael Kranz, Benjamin A. Rosenkind, Mario Hubert et Chris Rebay.
- Prix Romy (Romy Gala) 2010 : Artiste de cabaret préféré pour Michael Herbig.